# Jerome Walton
Jerome O'Terrell Walton (Newnan, Georgia, 8 de julio de 1965), más conocido como Jerome Walton, es un exjugador profesional estadounidense de béisbol que se desempeñó en la posición de jardinero central en las Grandes Ligas de Béisbol (MLB). Logró obtener el premio Novato del Año.

## Carrera
Walton jugó como profesional cuatro temporadas en Chicago Cubs (1989-1992), después pasó por varios equipos, California Angels (1993), Cincinnati Reds (1994-1995), Atlanta Braves (1996), Baltimore Orioles (1997), y finalmente, se unió a Tampa Bay Devil Rays, donde jugó una temporada (1998), y fue el equipo en el que se retiró.

## Premios
En 1989, fue galardonado con el premio Novato del Año.